# Zonsverduistering van 23 oktober 1976

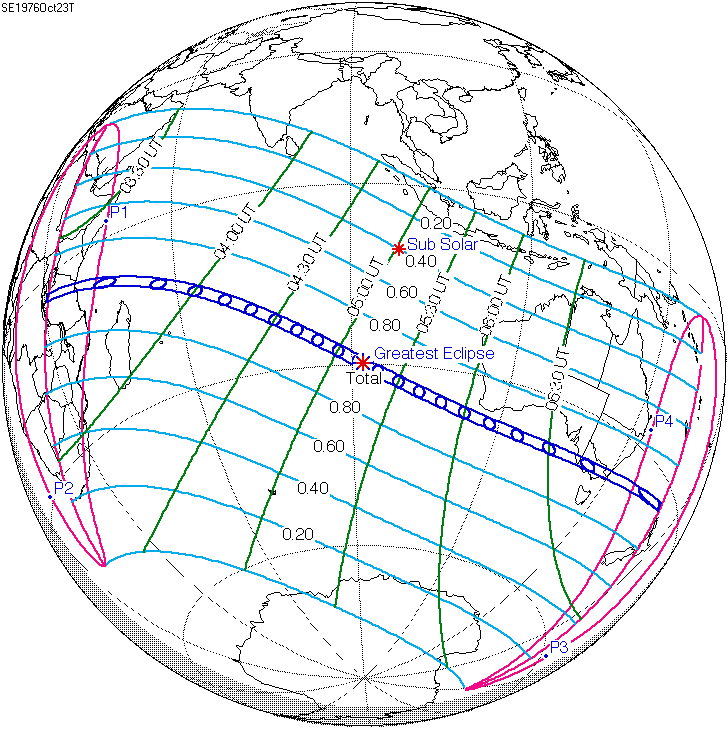
De zonsverduistering was te zien tussen de blauwe lijnen.

De totale zonsverduistering van 23 oktober 1976 trok veel over zee, maar was achtereenvolgens te zien in Tanzania, Zanzibar en Australië.

## Lengte

### Maximum
Het punt met maximale totaliteit lag op zee ver van enig land op coördinatenpunt 30.0003° Zuid / 92.2699° Oost en duurde 4m46,3s.

### Limieten
| Fenomeen                    | Code | Tijdstip UTC |
| --------------------------- | ---- | ------------ |
| Eerste contact bijschaduw   | P1   | 02:38:30.0   |
| Eerste contact kernschaduw  | U1   | 03:34:33.5   |
| Kernschaduw compleet vanaf  | U2   | 03:36:48.9   |
| Bijschaduw compleet vanaf   | P2   | 04:39:08.9   |
| Maximum eclips              | GE   | 05:12:57.8   |
| Bijschaduw compleet t/m     | P3   | 05:46:32.7   |
| Kernschaduw compleet t/m    | U3   | 06:48:59.7   |
| Laatste contact kernschaduw | U4   | 06:51:15.9   |
| Laatste contact bijschaduw  | P4   | 07:47:20.6   |